# Boris Vasilyev
Boris Alekseyevich Vasilyev (em russo:  Борис Алексеевич Васильев; 15 de janeiro de 1937 — 18 de junho de 2000) foi um ciclista soviético. Foi medalhista nos Jogos Olímpicos de Verão de 1960.